# Мазурик Станіслав Миколайович
Мазу́рик Станіслав Миколайович (нар. 1 січня 1938, с. Чайківка, Христинівський район, Черкаська область) — український науковець-педагог, публіцист, фахівець у галузі журналістики, голова Народного Руху України Шполянського району (1990—1993), делегат II-го та III-го з'їздів НРУ.

## Біографія
М. С. Мазурик народився 1 січня 1938 року на Черкащині.
Закінчив Уманський педінститут ім. П. Г. Тичини (1960) за фахом учитель хімії, біології та сільського господарства. Розпочав педагогічну діяльність у середній школі с. Бабчинці Вінницької області.
У 1961—1966 рр. працював директором шкіл у с. Синиця та с. Осітна Христинівського району на Черкащині.
Після завершення навчання в аспірантурі Одеського педінституту ім. К. Д. Ушинського пропагував та захищав від ідеологічної критики педагогічні погляди В. О. Сухомлинського.
Із 1961 по 1977 рр. був громадським кореспондентом районних газет Черкащини "Трибуна хлібороба" (Христинів. р-ну), "Ленінським шляхом" (Корсунь-Шевченк. р-ну). У 1978-80 рр. завідував відділом районної газети "Уманська зоря", а в 1980-89 рр. працював заступником редактора газети "Шполянські вісті" на Черкащині.
У 1966—1969 рр. викладав педагогіку та школознавство в Уманському педінституті. ім. П. Г. Тичини, згодом Корсунь-Шевченківському педучилищі — 1970—1978 рр. 
На посаді завідувача Корсунь-Шевченківським районним відділом народної освіти узагальнив передовий досвід педколективу Сахнівської середньої школи. У співпраці з директором школи О. А. Захаренком підготував до друку та видав науково-педагогічні видання «Становлення громадянина» (1976); «Школа над Россю» (1979) на основі монографії дисертації Станіслава Мазурика. Водночас був громадським кореспондентом газети «Радянська освіта» та членом редколегії журналу «Радянська школа» (Міністерство освіти УРСР).
У 1982—1990 рр. — заступник редактора газети «Шполянські вісті».
У 1986—1989 рр. — референт народного депутата Верховної Ради СРСР 11 скликання О. А. Захаренка.
Організатор та редактор самвидавних районних газет «Поклик долі» (НРУ) (1990—1995), «Голос народу» (Наша Україна) (2004—2005), «Центр України — Шполянщина» (2013—2014).
За громадську діяльність, зазнав політичних переслідувань, відтак змушений був змінювати місця роботи та проживання.
Із виходом на пенсію С. Мазурик — керівник гуртків гончарства; ложкарства й лозоплетіння (1998—2020) при шполянській станції юних техніків. Брав активну участь у виставках народних ремесел у різних містах України.
Захоплюється поетичною та пісенною творчістю. У 2022 році видав збірку поезій «Дзеркало любові».

## Наукові праці
- Мазурик Станіслав. Час громадянського становлення / С. М. Мазурик // Радянська освіта. — 1975. — 21 трав.
- Захаренко О. А., Мазурик С. М. Становлення громадянина / О. А. Захаренко С. М. Мазурик. — Київ: Знання, 1976. — 29 с.
- Захаренко О. А., Мазурик С. М. Щаслива доля поколінь / О. А. Захаренко, С. М. Мазурик // Радянська школа. — 1977. — № 11. — C. 56-52.
- Мазурик Станіслав. Сахнівська десятирічка / С. Мазурик, В. Усаченко // Ленінським шляхом. — 1978. — 18 грудня.
- Мазурик Станіслав. Дорога до школи / С. Мазурик, В. Усаченко // Ленінським шляхом. — 1978. -– 27 червня.
- Захаренко О. А, Мазурик С. М. Школа над Россю / О. А. Захаренко, С. М. Мазурик. — Київ: Радянська школа, 1979. — 150 с.
- О. А. Захаренко, С. М. Мазурик. Життя запульсувало: Адаптація старшокласників до майбутнього життя / О. А. Захаренко, С. М. Мазурик // Освіта. — 1997. — 27 серп.

## Літературно-мистецьке видання
- Станіслав Мазурик. Дзеркало любові / С. М. Мазурик. — Черкаси: Вид. Чабаненко Ю., 2022. — 116 с.

## Пісенна творчість (відеокліпи, пісні)
- Дмитро Вовк на вірші Станіслава Мазурика
- Оксана Присяжна на вірші Станіслава Мазурика